# Sochinsogonia millironi
Sochinsogonia millironi är en insektsart som beskrevs av Young 1986. Sochinsogonia millironi ingår i släktet Sochinsogonia och familjen dvärgstritar. Inga underarter finns listade i Catalogue of Life.